# The Children of Huang Shi
The Children of Huang Shi (bra: Órfãos da Guerra; chinês: 黄石的孩子) é um filme áustralo-sino-germano-estadunidensede 2008 dirigido por Roger Spottiswoode.
A trama passa-se na China em 1937 e é centrado na história de George Hogg e os 60 órfãos que ele levou por toda a China em um esforço para salvá-los do serviço militar obrigatório durante a Segunda Guerra Sino-Japonesa.
Estreou a 3 de abril de 2008 na Ásia e a 23 de maio de 2008 nos Estados Unidos.

## Enredo
George Hogg é um jovem jornalista britânico, que vem de St. George's School, em Harpenden. Em 1938, durante a Segunda Guerra Sino-Japonesa, ele chega furtivamente à China, fingindo ser uma ajuda da Cruz Vermelha, mas na realidade está lá para fotografar as atrocidades aos trabalhadores por parte dos japoneses. Um japonês descobre e decide matá-lo, mas é salvo por Hogg Chen Hansheng (Chow Yun-Fat), um resistente e lutador do comunismo chinês. Embora na companhia dos comunistas, Hogg vê a partir de uma posição escondida, a execução de dois colegas seus pelo japonês. Chocado com isto, ele expõe-se. No tiroteio que se segue, Hogg é ferido. Para tornar-se útil, enquanto recuperava, ele é enviado para um orfanato com 60 meninos em Huangshi para ajudar Lee Pearson (Radha Mitchell), uma enfermeira americana. Logo após a chegada dos rapazes, ele é selvagemente atacado por eles com paus, sendo salvo por Lee.
Instruído a fazê-lo por Lee, Hogg ajuda os rapazes a superar a timidez e a tratá-los dos piolhos. Lee teve de  ir embora por dois meses e Hogg fica relutantemente para evitar que os meninos fiquem abandonados. Hogg ganha o respeito deles.
Fugindo dos nacionalistas que querem tornar os meninos em soldados, eles lutam contra os japoneses,  fazendo uma viagem de três meses pela neve em torno das montanhas Liu Pan-Shan, na segurança da orla do deserto mongol, fazendo os primeiros 900 km a pé. Para seu alívio, a última parte da viagem é feita de caminhão.
No destino, é-lhes fornecido um edifício que transformaram num novo orfanato. Em 1945, Hogg morre de tétano.
O filme apresenta o Massacre de Nanquim e os Sanko Sakusen, e termina com alguns trechos breves de entrevistas com orfãos sobreviventes daquela época.

## Elenco
Elenco principal
- Jonathan Rhys Meyers como George Hogg
- Radha Mitchell como Lee Pearson
- Chow Yun-Fat, como Chen Hansheng
- Michelle Yeoh, como Sra. Wang
- Guang Li como Shi-Kai
- Ji Lin como Horse Rider
- Matt Walker como Andy Fisher
- Anastasia Kolpakova como Duschka
- Ping Su como Eddie Wei

## Recepção

### Críticas
O filme recebeu um misto de opiniões negativas por parte do ocidente. A partir de 25 de junho de 2008, Rotten Tomatoes informou que 23% dos críticos deram opiniões positivas sobre o filme, baseado em 48 opiniões. O Metacritic relatou que o filme tive uma pontuação média de 51 em 100, baseado em 21 opiniões. No entanto, as avaliações no IMDb dão uma pontuação positiva de 7 em 10, baseadas em mais de cem opiniões. O New York Times deu ao filme uma revisão global positivo, elogiando a atuação e sua "representação realista da China devastada pela guerra".
O filme tem sido criticado por ignorar o papel de Rewi Alley, um comunista neozelandês celebrado na revolução da China. Conversão da enfermeira interpretada por Radha Mitchell de um neozelandês (Kathleen Hall, associado com Alley) a um americano também recebeu atenção negativa. A omissão de Alley em particular, tem sido chamado de uma deturpação flagrante por, pelo menos, um crítico.

### Lucros
O filme arrecadou cerca de $ 7,4 milhões em todo o mundo, incluindo $ 1,6 milhões na China e Espanha, e $ 1 milhão nos EUA e Austrália.